# 유궁 (서량애후)
유궁(劉宮, ? ~ ?)은 전한 후기의 제후로, 광천대왕의 증손이다.

## 행적
아버지 유광의 뒤를 이어 서량후(西梁侯)에 봉해졌다. 시호를 애(哀)라 하였고, 아들 유창이 작위를 이었다.

## 출전
- 반고, 《한서》 권15하 왕자후표 下

| 선대 아버지 서량효후 유광 | 전한의 서량후 ? ~ ? | 후대 아들 유창 |